# Otto Diderich von Staffeldt
Otto Diderich von Staffeldt (7. februar 1762 i København – 29. december 1828 i Traventhal) var en dansk amtmand, forfatter og kammerherre.
Han var fætter til digteren Schack von Staffeldt og søn af gehejmeråd, overstaldmester
Wilhelm Detlev Werner von Staffeldt (1724-1801) og Anna Sophie f. komtesse Schack (1734-1802). Han blev page ved enkedronningens hof og besøgte i 2 år (1782-84) Sorø Akademi, hvor han før sin afgang optrådte som taler ved festen på kongens fødselsdag.
Året efter betrådte han forfatterbanen med nogle Kritiske Betænkninger ved Læsningen af Baggesens komiske Fortællinger samtidig med sit eget svage forsøg i det heroisk-komiske fag: Den nordiske Zaïre. Som hofjunker tog han allerede i 1785 sin afsked fra hoftjenesten for at dyrke muserne; opnåede i 1793 guldmedaille for sin besvarelse af Universitetets æstetiske prisopgave, men bejlede forgæves til digterkransen.
Efter i 1802 at have ægtet Engelke Juliane Wigantine Holten (1777-1865), søster til konferensråd C. H. Holten, bosatte Staffeldt sig i Holsten og blev i september 1808 udnævnt til amtmand i Cismar (kort efter til kammerherre). Allerede i marts 1810 forflyttedes han til Travental, Reinfeld og Rethwisch Amter og forblev til sin død i denne embedsstilling, som han røgtede forsvarlig uden at opgive sine litterære sysler. I 1820 udgav han Den poetiske Kunst, et "sidestykke" til Horats' Ars poetica. Han døde på Traventhal 29. december 1828.